# Abrégé du calcul par la restauration et la comparaison
« Algebra » redirige ici. Pour la chanteuse, voir Algebra (chanteuse).

L'Abrégé du calcul par la restauration et la comparaison (en arabe : 'الكتاب المختصر في حساب الجبر والمقابلة, Kitāb al-mukhtaṣar fī ḥisāb al-jabr wa-l-muqābala) est un livre historique de mathématiques écrit en arabe entre 813 et 833 par le mathématicien perse Al-Khawarizmi. Dans cet ouvrage, Al-Khawarizmi pose les fondations de l'algèbre en étant le premier à étudier systématiquement la résolution des équations du premier et du second degré. Les successeurs d'Al-Khwarizmi ont perpétué et amplifié son œuvre dans d'autres ouvrages qui portaient souvent le même titre. Ce livre a eu une grande influence pendant plusieurs siècles, au point d'avoir donné naissance à deux noms communs dans de nombreuses langues, dont le français : algèbre et algorithme (par déformation d'Al-Khwarizmi). Cette influence est essentiellement due à la présentation et à l'organisation de cet abrégé. Il est le premier à exposer de façon à la fois claire et précise un ensemble de méthodes de résolution des équations du second degré : 

« pour la première fois, nous trouvons rassemblé dans un même ouvrage un ensemble d'éléments (définitions, opérations, algorithmes, démonstrations) qui étaient auparavant soit éparpillés et sans lien entre eux, soit non formulés explicitement et indépendamment des questions traitées. »

## Contexte
Sous le règne d'Al-Ma’mūn (813-833), l'Empire abbasside est à son apogée. Le Calife demande à Al-Khawarizmi, un savant renommé travaillant à la Maison de la sagesse de Bagdad, de faire le point sur les méthodes mathématiques utiles à la gestion de cet immense État qui s'étend de l'Asie centrale aux Pyrénées.

## Contenu
L'Abrégé est constitué d'une introduction et de deux parties. Dans ce traité, Al-Khwarizmi est le premier à étudier systématiquement des équations du premier et du second degré, c'est-à-dire celles qui peuvent être écrite sous la forme, dans une écriture moderne d'une équation qui n'apparaît qu'au XVIIe siècle :
{\displaystyle ax^{2}+bx+c=0},
avec {\displaystyle a}, {\displaystyle b} et {\displaystyle c} trois nombres quelconques, {\displaystyle a} étant éventuellement nul, où la lettre x désigne un nombre inconnu. Cependant, ces notations modernes ne sont pas utilisées dans l'Abrégé, dans lequel tous les calculs sont décrits par des phrases et les nombres écrits en toutes lettres. 

### Introduction
Selon la tradition de l'époque, l'introduction commence par des louanges à Dieu, au Prophète ainsi qu'au Calife Al-Ma’mūn. Puis Al-Khawarizmi présente la suite de l'ouvrage, en indiquant qu'il lui a été commandé par le Calife : il s'agit d'un abrégé, ou manuel, destiné à « rendre plus clair ce qui était obscur et [...] faciliter ce qui était difficile » dans le but de résoudre des problèmes concrets de calcul d'héritage, arpentage ou de commerce. Il évoque deux parties : la première consiste à présenter des opérations de calcul, la deuxième est une liste d'exemples résolus.

### Première partie
La première partie du manuel est composée de quatre chapitres.
Dans le premier chapitre, l'auteur expose le système de numération décimale des nombres, puis définit les objets de l'algèbre. Il considère trois types d'objets : 
- les nombres (que nous appellerions des constantes, et notés {\displaystyle c} par ailleurs dans cet article) qu'il désigne du nom d'une unité monétaire, le dirham d'argent,
- les racines (nombres solutions, le mot racine signifiant « ce qui est caché » et qu'il faut mettre à jour, que nous noterons {\displaystyle x})
- et les carrés des racines (donc {\displaystyle x^{2}}).

Les mathématiciens arabes de l'époque ne connaissaient pas les nombres négatifs. Les nombres d'Al-Khawarizmi sont des entiers ou nombres rationnels positifs.
Le deuxième chapitre analyse systématiquement les équations de degré deux ou un, c'est-à-dire les équations dont l'écriture moderne serait :
{\displaystyle ax^{2}+bx+c=0}
avec a éventuellement nul.
Le fait d'ignorer les nombres négatifs conduit Al-Khawarizmi à distinguer six cas dans lesquels les paramètres {\displaystyle a}, {\displaystyle b} et {\displaystyle c} sont tous positifs :
1. les carrés égalent les racines : {\displaystyle ax^{2}=bx} ;
2. les carrés égalent les nombres : {\displaystyle ax^{2}=c} ;
3. les racines égalent les nombres : {\displaystyle bx=c} ;
4. les carrés et les racines égalent les nombres : {\displaystyle ax^{2}+bx=c} ;
5. les carrés et les nombres égalent les racines : {\displaystyle ax^{2}+c=bx} ;
6. les racines et les nombres égalent les carrés : {\displaystyle bx+c=ax^{2}}.

Chacun des six cas est suivi d'exemples et de sa méthode de résolution, d'abord générale, puis, pour les trois derniers cas, appliquée aux exemples. Le chapitre s'achève sur les démonstrations des méthodes de résolution des trois cas par des raisonnements s'appuyant sur la géométrie, y compris la démonstration de l'existence des solutions.
Al-Khwarizmi résout les équations en utilisant successivement les deux techniques qui ont donné leur nom au livre : al-jabr et al-muqabala. En français moderne al-jabr et al-muqabala  sont deux aspects de ce qu'on appelle transposition.
Dans le troisième chapitre, l'auteur étend le domaine de l'algèbre. Il applique les cinq opérations classiques (à savoir : l'addition, la soustraction, la multiplication, la division et l'extraction de la racine carrée) à des objets plus complexes que les dirhams : des nombres non rationnels, des inconnues, des expressions combinant plusieurs nombres. Ce passage est moins maîtrisé que le précédent : l'exposé n'est pas systématique, certaines démonstrations sont présentées, mais pas toutes (Al-Khawarizmi avoue avoir échoué pour certaines).
Exemple de calcul complexe démontré
{\displaystyle \left({\sqrt {200}}-10\right)+\left(20-{\sqrt {200}}\right)=10.}
Le quatrième et dernier chapitre de cette partie rassemble environ quarante exemples sur lesquels sont appliqués les méthodes présentées auparavant.

### Deuxième partie
Cette partie de l'ouvrage, quantitativement la plus importante, est dédiée à « la résolution de problèmes de transactions commerciales, d’arpentage et de répartition des héritages. »

## Al-jabr et Al-muqabala

### Al-jabr
Al-jabr signifie réduction, au sens de « réduction d'une fracture », sa transcription en latin a donné algebra puis algèbre. L'al-jabr consiste à réduire l'équation en éliminant les soustractions par addition de termes dans les deux membres. En termes modernes, cela revient à obtenir une équation à coefficients tous positifs. 
x2 = 40x − 4x2 est transformé, par al-jabr, en x2 + 4x2 = 40x, puis 5x2 = 40x.
En effet, Al-Khawarizmi nomme les termes soustraits (comme 4x2 dans l'exemple précédent) : nâqis, « terme enlevé ». Le même mot est employé pour désigner le membre manquant d'un amputé. Al-jabr consiste donc à restaurer ce qui est manquant dans une équation.

### Al-muqabala
Éliminer les soustractions par al-jabr ne suffit pas pour obtenir un des six cas canoniques. 
x2 + 5 = 40x + 4x2 contient des carrés dans les deux membres, chaque membre est pourtant une somme.
Al-muqabala consiste à soustraire une quantité afin que des quantités de même type (dirham, racine ou carré) ne puissent se trouver à la fois dans les deux membres de l'équation.
Dans  x2 + 5 = 40x + 4x2 on soustrait x2 pour obtenir 5 = 40x + 3x2.

## Le problème de la traduction

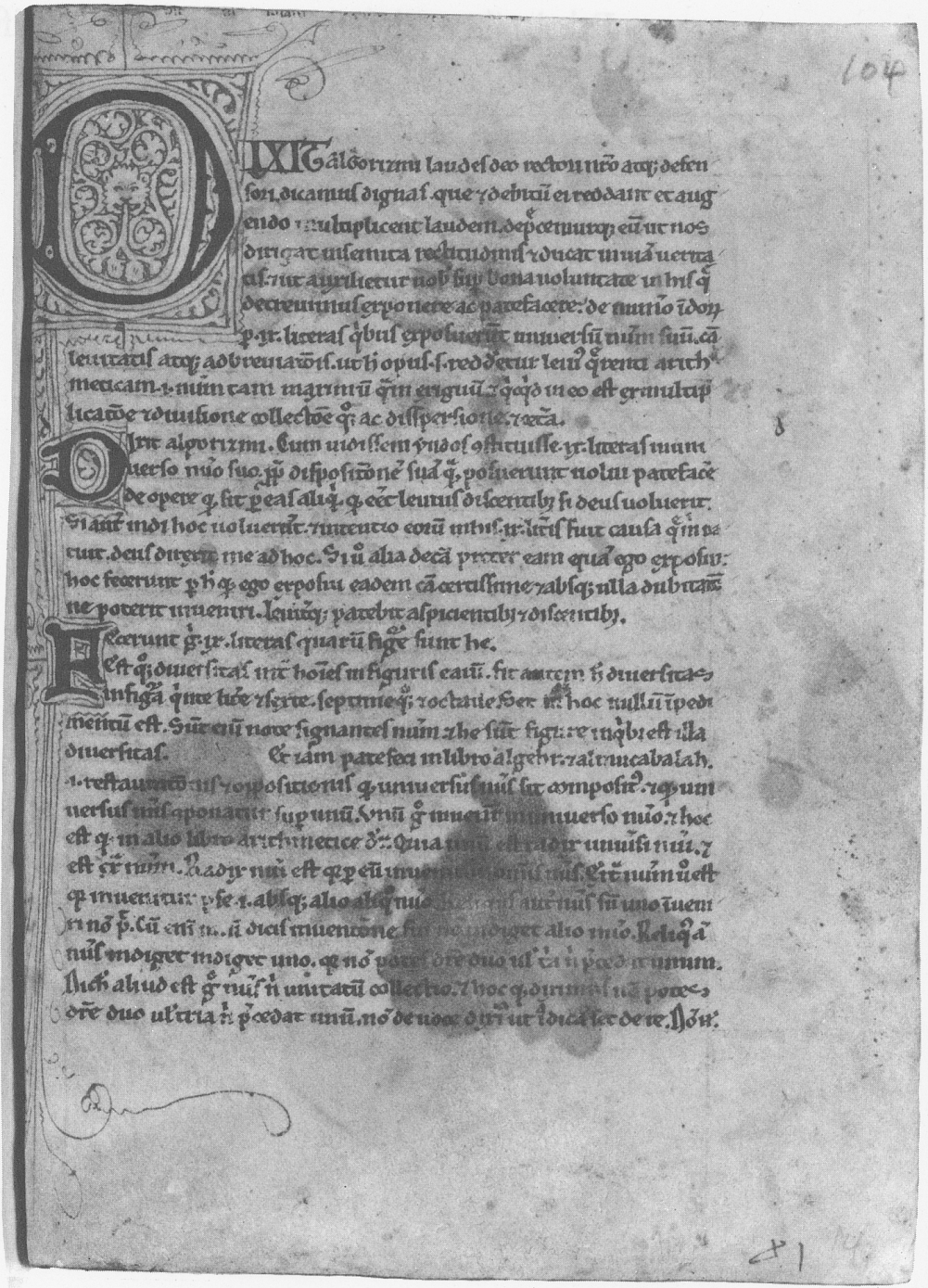
Page d'une traduction en latin d'un autre livre d'Al-Khwarizmi, commençant par Dixit Algorizmi (Cambridge, University Library, Ii. 6.5.).

Une seule copie en arabe a été conservée. Elle se trouve à l'Université d'Oxford et est datée de 1361. En 1831, Frederic Rosen a publié une traduction en anglais basée à partir de ce manuscrit. Dans sa préface, il remarque que l'écriture est « simple et lisible », mais que les signes diacritiques de l'alphabet arabe ont été omis, ce qui rend la compréhension de certains passages difficiles.
La totale nouveauté des concepts étudiés dans ce livre peut se mesurer à la difficulté à traduire son titre.
Le dictionnaire Trésor de la langue française informatisé donne « science des restitutions et des comparaisons » tout en affirmant que al-jabr signifie réduction.
Quant à Dahan-Dalmédico et Pfeiffer, elles se contentent d'un « précis sur le calcul de al-jabr et al-muqabala ».

## Influence
Au XIIIe siècle, c'est grâce à Fibonacci que l'Europe prit connaissance de cette œuvre.

## Postérité
Cet ouvrage est considéré comme : 

« l'acte de naissance officiel de l'algèbre en tant que discipline (avec, à la fois, un nom, des objets, des outils, des algorithmes et des domaines d'application). »

 Il est l'un des livres « les plus importants de l'histoire des mathématiques », et plus précisément de l'histoire de l'algèbre.

## Sources et références

### Éditions critiques
- Jean-Pierre Levet, Robert de Chester. L'Algèbre d'Al-Khwarismi : [d'après l'édition latine du XIIe siècle], IREM de Poitiers, coll. « Cahiers d'histoire des mathématiques et d’épistémologie », 1997, 4 fasc. (présentation en ligne)
- (en) Louis Charles Karpinski, Robert of Chester's latin translation of the Algebra ok al-Khowarizmi, New York, The MacMillan Company, 1915 (lire en ligne)Partie algébrique de la traduction en latin de Robert de Chester, avec une traduction en anglais.
- (en) Frederic Rosen, The Algebra of Mohamed ben Musa, Londres, 1831 (lire en ligne)Copie et traduction commentée en anglais du texte arabe.
- Al-Khwārizmī (traduit et commenté par Roshdi Rashed), Al-Khwārizmī : Le commencement de l'algèbre, Blanchard, 2007 (ISBN 9782853672412)

#### Étude ancienne
- Léon Rodet, L'algèbre d'Al-Khârizmi et les méthodes indienne et grecque, Paris, coll. « Journal asiatique », 1878 (lire en ligne)